# 四氯化钛的有机反应
Ti元素的发现至今刚刚经过了两百年的时间。1790年Gregor由钛铁矿砂中首次发现Ti，1795年Klaproth又进行了在进一步研究后命名这种元素为“Titanium”，意思是希腊神话中地球之子。但他们都只得到TiO2。1910年，Hunter用Na还原TiCl4，首次得到单质Ti。Ti元素在地壳中的含量达到0.6%，比一般的常见金属，如Zn、Cu和Sn的含量都高，甚至超过常见的非金属元素Cl、P，在金属中仅次于Al、Fe、Ca、Na、Mg居第七位。
自Ti元素發现以来，人们对其进行了长期系统的研究。早起的研究主要侧重于TiCl4的无机反应。对有机Ti反应的研究起步与19世纪中叶，1861年Cahours研究了TiCl4与ZnEt2的反应。1952年第一个含有Ti-C σ键的有机Ti化合物 PhTi(O-iC3H7)3才合成与分离成功。上个世纪五十年代以来，有机Ti化学获得了迅速发展，一方面稳定的MAO-Ti结构化合物如Cp2TiBr2和Cp2TiCl2 (Cp=η5-C5H5)的合成与报道开启了一个全新的有机Ti化学分支；另一方面Ziegler-Natta催化剂的出现将传统Ti-X（X=Cl，Br，I，F）化合物的研究应用提升到了一个新的层次。
本文主要介绍 TiCl4 的相关反应和应用。

## 官能团转换反应
TiCl4是一种典型的Lewis Acid，具有强亲电性，这一性质使得TiCl4可以被用来进行特定的官能团取代反应。
常见的如脱水反应：
TiCl4可以催化氯乙烯衍生物水解生成羰基化合物的反应，该反应可以在室温下进行，且选择性很好，不会破坏酯基：

## 烷基化反应
TiCl4选择性催化含有多种羰基的化合物与三甲硅基烯醇醚类物质反应有选择性地生成β-羟基酮：
Michael加成反应。一般，α,β-不饱和羰基化合物的Michael加成是在碱性条件下进行的，由于不饱和双键往往进步不转化而使副产物增加，在TiCl4存在下，反应可以在非常温和的条件下进行，副反应大大减少：
脂肪族醛或酮的衍生物的缩醛往往难以用格氏试剂烷基化，但在TiCl4存在的条件下，烷基化可以顺利进行：
TiCl4 / 还原剂体系在合成中有广泛的应用，比如卤化物很容易被还原为相应的烃：
TiCl4 / LiAlH4 体系可以使多烯醛或酮还原为对称的多烯烃，例如β-胡萝卜素的合成：

## 参与聚合反应
TiCl4/Al(CH2CH3)3组成共催化体系为早期Ziegler-Natta催化剂的所采用的配方，它能催化烯烃进行定向聚合，得到传统自由基聚合不能得到的高立构规整聚烯烃，同时还解决了丙烯难以聚合的难题：
TiCl4可以作为碳阳离子聚合共引发剂，引发烯烃进行碳阳离子聚合：